# Nepenthes rajah
Nepenthes rajah ist eine Kannenpflanzenart aus der Familie der Kannenpflanzengewächse (Nepenthaceae). Sie ist eine fleischfressende Pflanze und kommt nur in einem kleinen Gebiet der Insel Borneo vor. Ihre Kannen sind mit die größten aller Kannenpflanzen, wodurch sie nicht nur Insekten, sondern auch größere Tiere fangen und verdauen kann.

## Beschreibung

### Vegetative Merkmale
Nepenthes rajah ist ein Halbstrauch, der, einer Winde vergleichbar, am Boden entlangwächst, aber zu klettern beginnt, sobald er mit einem Objekt in Kontakt kommt, an dem die Pflanze sich hochranken kann. Die Sprossachse ist bis zu drei Zentimeter dick und wird in der Regel bis zu drei Meter lang, große Exemplare können jedoch auch bis zu sechs Meter Länge erreichen. Nepenthes rajah bildet – anders als andere Arten der Gattung – keine Ausläufer, ältere Pflanzen bilden jedoch Sprösslinge an der Stängelbasis.
Es handelt sich, bedingt durch ihr Habitat, um eine sehr langsam wachsende Pflanzenart. Bis zur ersten Blüte vergehen mindestens zehn Jahre und bis die Pflanze ihre volle Größe erreicht hat, rund einhundert Jahre. Alle Teile junger Pflanzen sind mit langen, weiß-braunen Haaren bewachsen, ausgewachsene Pflanzen sind jedoch unbehaart.

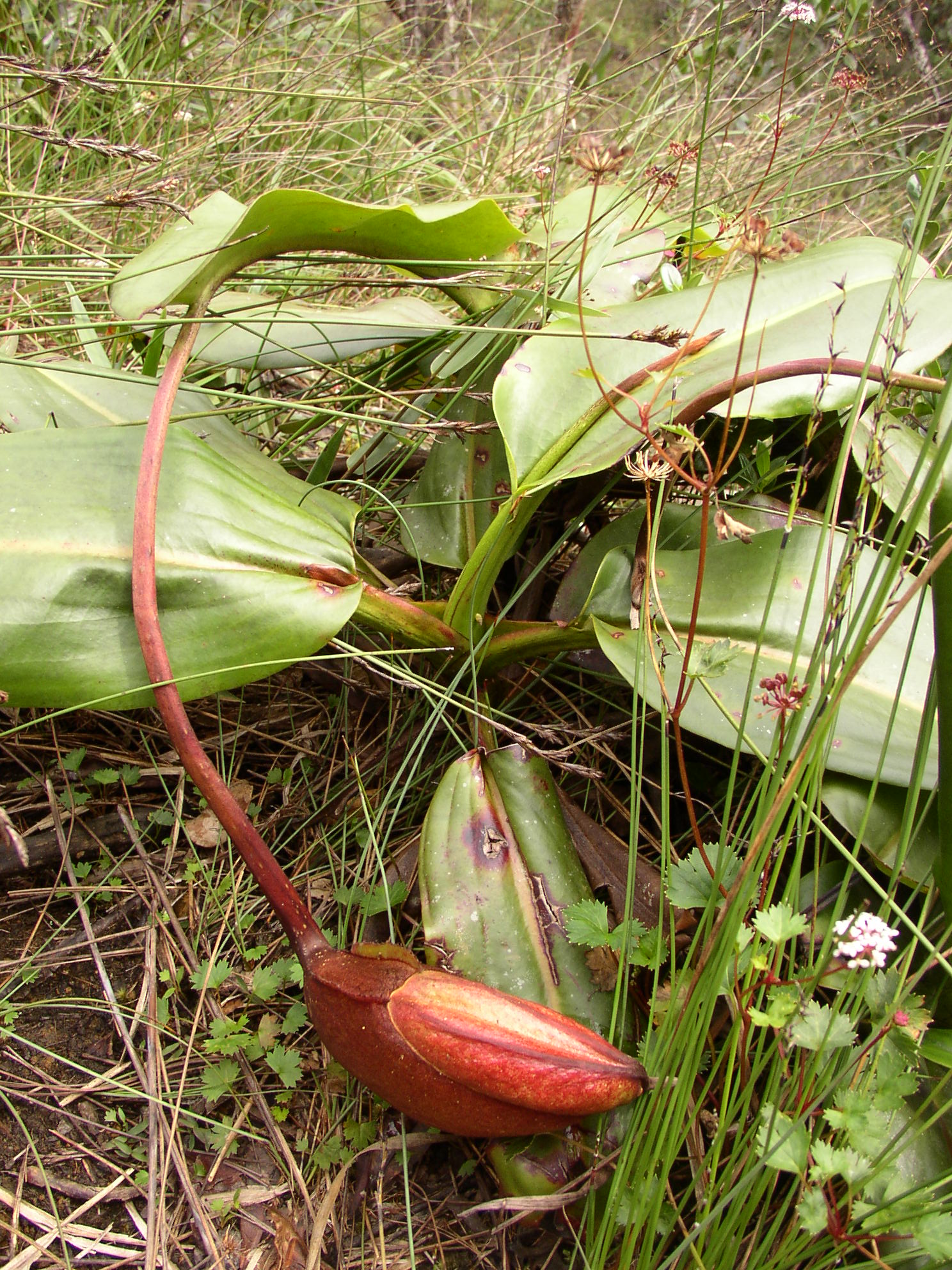
Blattwerk mit neu austreibender Kanne

Die lederigen Blätter werden in gleichmäßigen Abständen von ungefähr zwanzig Zentimetern entlang der Sprossachse gebildet. An jedem Knoten sitzt ein bis zu fünfzehn Zentimeter langer, längsgerillter Blattstiel, der in eine bis zu 80 Zentimeter lange und 15 Zentimeter breite, breitlinealisch-lanzettliche scheinbare Blattspreite übergeht, die aber im strengen Sinne nur einen umgebildeten Blattgrund darstellt. Dieser wird geteilt von einer starken Mittelrippe, ab ihrem Ansatz verlaufen von der Mittelrippe aus sechs bis zehn Seitenrippen, von diesen aus wiederum laufen verzweigte Adern schräg zum Blattrand. Rund drei Zentimeter vor dem stumpf abgerundeten Ende des Blattgrundes tritt die Mittelrippe unterhalb aus dieser heraus und geht in eine bis zu fünfzig Zentimeter lange und bis zu drei Zentimeter dicke Ranke über, die am Kannenansatz endet. Erst die Kanne selbst ist dann die eigentliche Blattspreite.

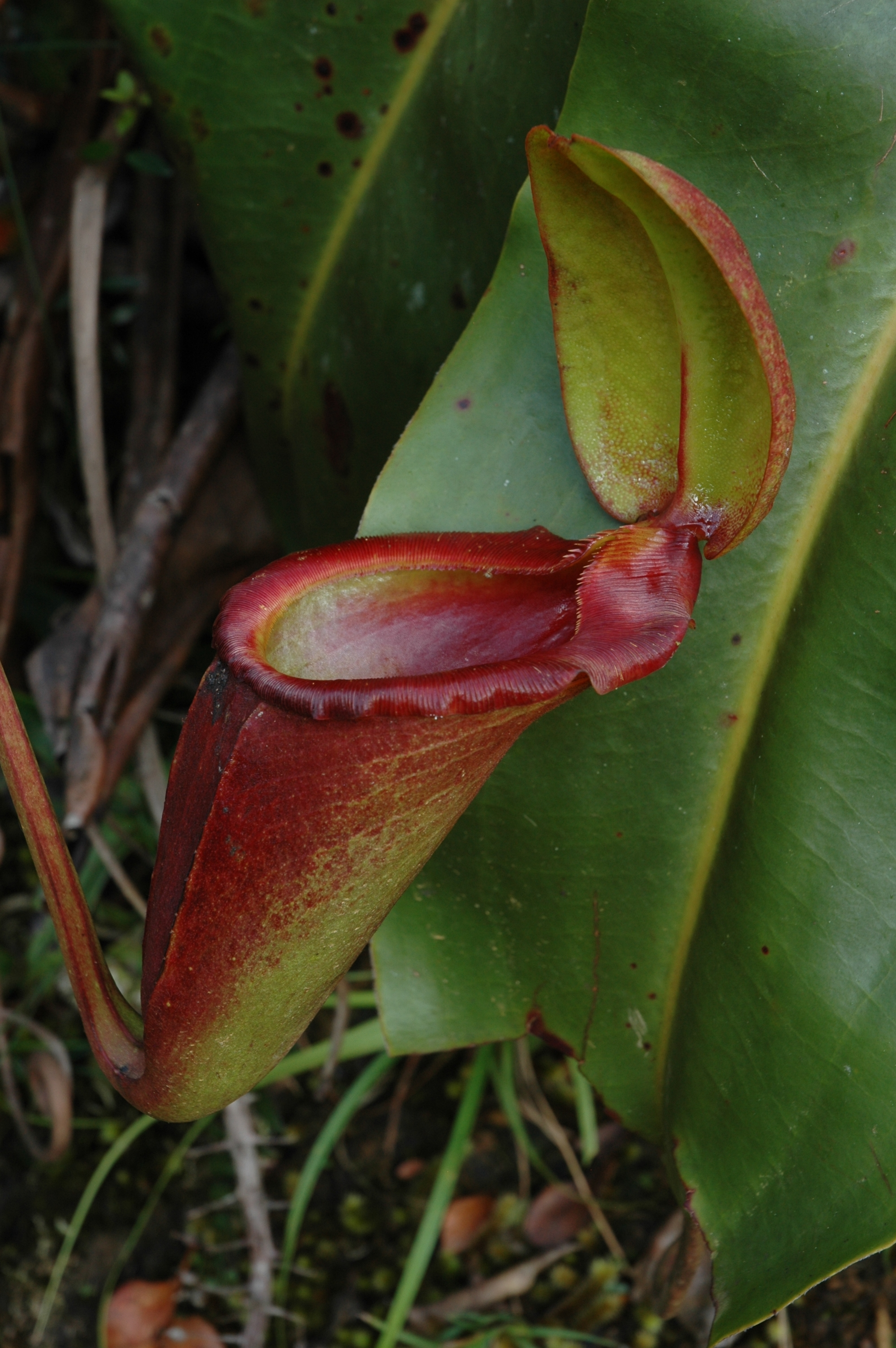
Luftkanne von Nepenthes rajah

Die Kannen von Nepenthes rajah (siehe obere Abb.) gelten gemeinhin als die größten aller Kannenpflanzen, obgleich auch die Kannen der weniger bekannten Arten Nepenthes merrilliana und Nepenthes truncata sowie Nepenthes northiana  und Nepenthes villosa ähnlich groß werden können.
Wie viele Kannenpflanzen bildet Nepenthes rajah zwei verschiedene Kannenarten aus (Kannendimorphismus), nämlich Boden- und Luftkannen (siehe untere Abb.). Luftkannen, die sich im Gegensatz zu den am Boden liegenden Kannen frei hängend in den oberen Regionen der Pflanzen finden, sind bei Nepenthes rajah allerdings sehr selten.
Die urnen- bis eiförmigen Bodenkannen sind außen rostrot und innen hellgrün bis rot. Sie werden bis zu 35 Zentimeter hoch und erreichen einen Durchmesser von bis zu 18 Zentimetern. Vom Rankenansatz an aufwärts bis zum Peristom (dem Rand der Kannenöffnung) verlaufen zwei im Abstand von rund zwei Millimetern von Fransen gesäumte, bis zu 25 Millimeter breite Flügel. Die Kannenöffnung ist elliptisch, abgeflacht und um 45° von außen nach innen geneigt. Das Peristom ist bis zu vier Zentimeter breit und auf jeder Seite fünf- bis sechsmal bogig eingedreht, die sich so bildenden Zähne stehen von oben nach unten in abnehmender Distanz zueinander. Das Peristom wird aus zahlreichen feinen, querstehenden Rippen gebildet, die im Abstand von 0,5 bis 2 Millimeter voneinander stehen und sich als Zähne über das Peristom hinaus bis zu 5 Millimeter in das Innere der Kanne biegen.
Ein typisches Merkmal der Kannen ist der große, gewölbte Deckel. Er ist eiförmig bis breitlinealisch geformt, herzförmig am Ansatz und stumpf abgerundet an der Spitze. Er wird bis zu 20 Zentimeter lang und 13 Zentimeter breit und hat eine tief eingesenkte, kielartige Mittelrippe. Am Ansatz des Deckels steht ein bis zu zwei Zentimeter langer Sporn, auf seiner Unterseite finden sich mit bloßem Auge sichtbare Nektardrüsen eingelassen. Das Innere der Kannen ist vollständig mit 300 bis 800 Drüsen pro cm² bedeckt, die der zum Fang ausgerüsteten oberen Hälfte sind dabei ausgesprochen klein, die der unteren, verdauenden Hälfte bedeutend größer. Die Kannen enthalten bei einem Gesamtvolumen von bis zu vier Litern bis zu zwei Liter Flüssigkeit.
Die erheblich kleineren Luftkannen der Pflanzen sind trichterförmig, ihre Flügel zu Rippen reduziert und weniger intensiv eingefärbt, sind ansonsten aber den Bodenkannen gleich.
Bekannt ist Nepenthes rajah auch wegen ihres Beutespektrums. Obwohl sich die Beute in der Regel aus Insekten zusammensetzt, sind in ihren Kannen wiederholt auch Ratten gefunden worden. Es wird angenommen, dass diese beim Versuch, die Kannenflüssigkeit zu trinken, abrutschten und ertranken. Nepenthes rajah galt lange Zeit als einzige Karnivore, die zumindest gelegentlich Säugetiere fangen konnte, wenngleich eine zweifelsfreie dokumentarische Belegung eines Säugetierfangs fehlte. Im September 2006 sorgte die Entdeckung einer bereits halbverdauten Maus im Kelch einer Nepenthes truncata im Botanischen Garten von Lyon für eine Relativierung der These, Nepenthes rajah sei die einzige Kannenpflanze, die in der Lage sei Säugetiere zu fangen.

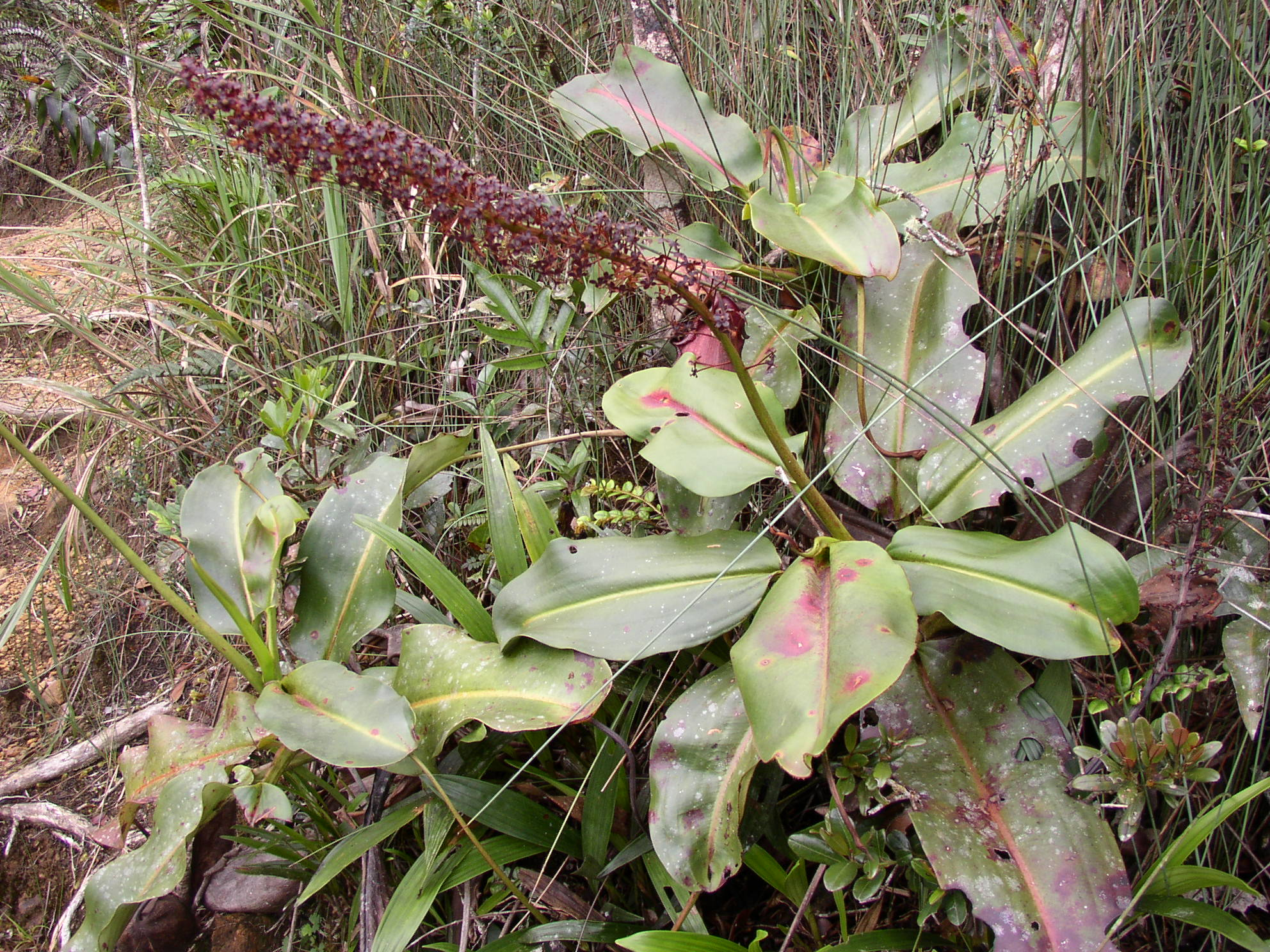
Blühende Nepenthes rajah

### Blüten, Früchte und Samen
Nepenthes rajah kann zu jeder Zeit des Jahres blühen. Wie alle Kannenpflanzen ist auch sie zweihäusig, das heißt, eine Pflanze ist entweder weiblich oder männlich, nie aber zwittrig. Die am Ansatz zehn und an der Spitze bis zu sieben Millimeter dicken Blütenstandsstiele sind bis zu achtzig Zentimeter, die Blütentrauben bis zu vierzig Zentimeter lang. Der Blütenstand ist im Anfangsstadium dicht behaart, mit zunehmender Reife verringert sich die Behaarung vor allem im unteren Bereich, bleibt aber dicht im oberen Bereich, am Blütenstiel und dem Perigon sowie an den Fruchtknoten.

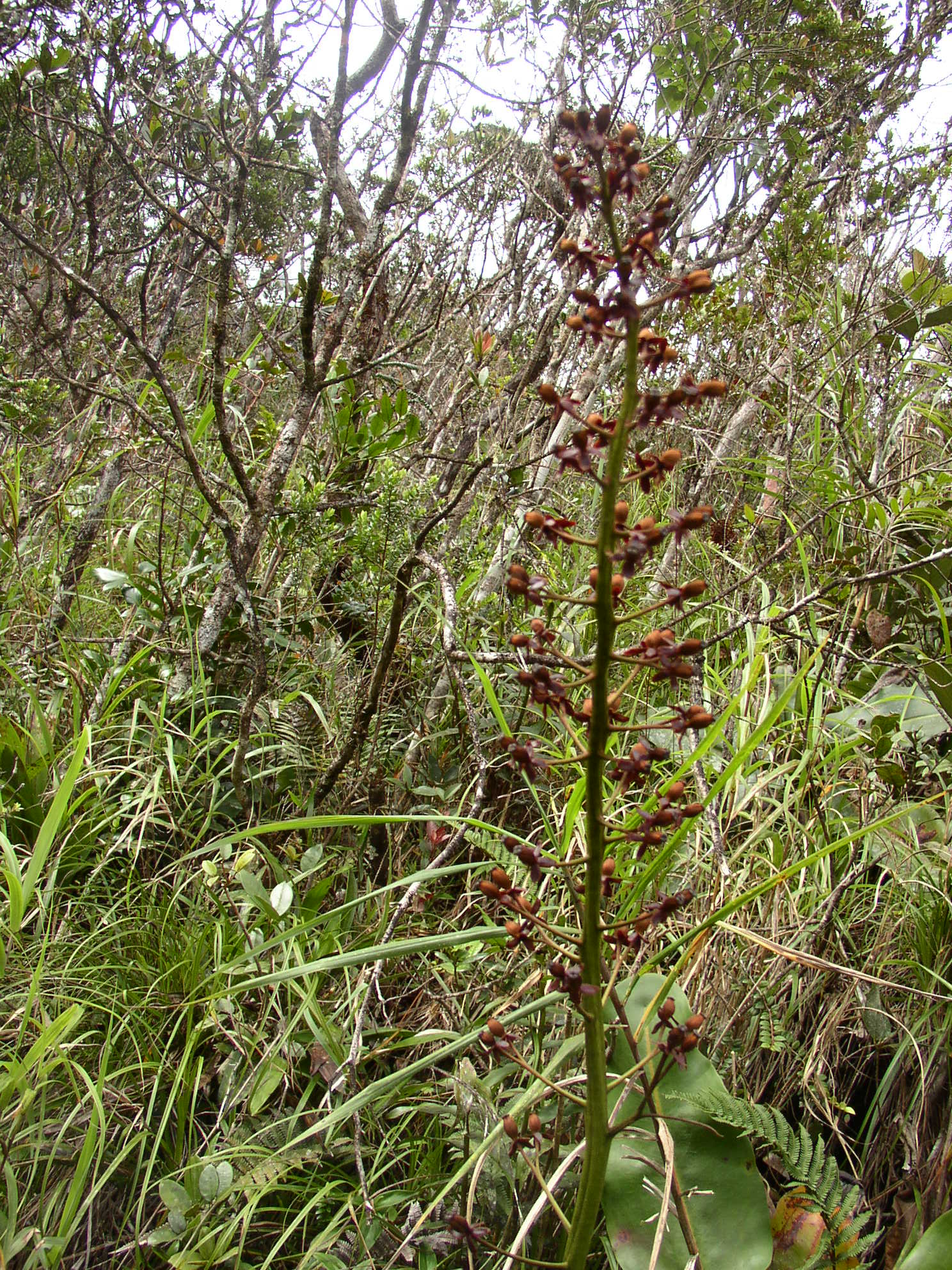
Fruchtstand von Nepenthes rajah

Die zahlreichen Blüten sind innen grünlich weiß, außen braun und riechen stark süßlich. Im unteren Bereich des Blütenstands stehen je zwei Blüten an einem der bis zu 25 Millimeter langen Blütenstiele, die zum oberen Bereich hin zunehmend kürzer werden und nur noch eine Einzelblüte tragen. Die bis zu acht Millimeter langen Blütenblätter sind elliptisch bis breitlinealisch und stumpf gerundet, bei der weiblichen Blüte sind die Blütenblätter schmaler als bei der männlichen. Die Staubfäden sind drei bis vier Millimeter, die Staubbeutel bis zu einem Millimeter lang. Die Pollen der Pflanze werden bis zu zehn Kilometer weit verbreitet, was die Bildung von Hybriden begünstigt (siehe unten).
Die gelbbraunen Kapselfrüchte sind ein bis zwei Zentimeter lang, verdickt und leicht behaart, die Samen sind fadenförmig, drei bis acht Millimeter lang und werden vom Wind verbreitet (Anemochorie).

## Nepenthes rajahals Lebensraum
Die Kannen aller Kannenpflanzenarten sind nicht nur Fallen, die zum Fang und der Verdauung von Tieren dienen. Sie bieten auch vielen, teils spezialisierten, Tier- und Insektenarten Unterschlupf oder gar einen Lebensraum. Da Gestalt und Größe der Kannen ebenso stark differieren wie die Areale der Arten, gibt es zahlreiche Organismen, die auf einzelne Arten spezialisiert sind, so auch bei Nepenthes rajah. Die Kannenflüssigkeit ist die Heimat der Larven zweier nach ihr benannter Stechmückenarten, nämlich Culex rajah und Toxorhynchites rajah, neben diesen finden sich aber auch unspezialisierte Larven der Arten Culex jenseni, Uranotaenia moultoni und einer noch unbeschriebenen Art der Gattung Tripteroides.
Von einigen Affenarten, darunter Koboldmakis, ist bekannt, dass sie die Kannen seitlich aufschlitzen und sich am Inhalt der Kannen gütlich tun.

## Verbreitung und Habitat
Nepenthes rajah ist auf Borneo im Nordosten der Insel endemisch in den Regenwaldgebieten des Kinabalu und des benachbarten Tambuyukon angesiedelt.

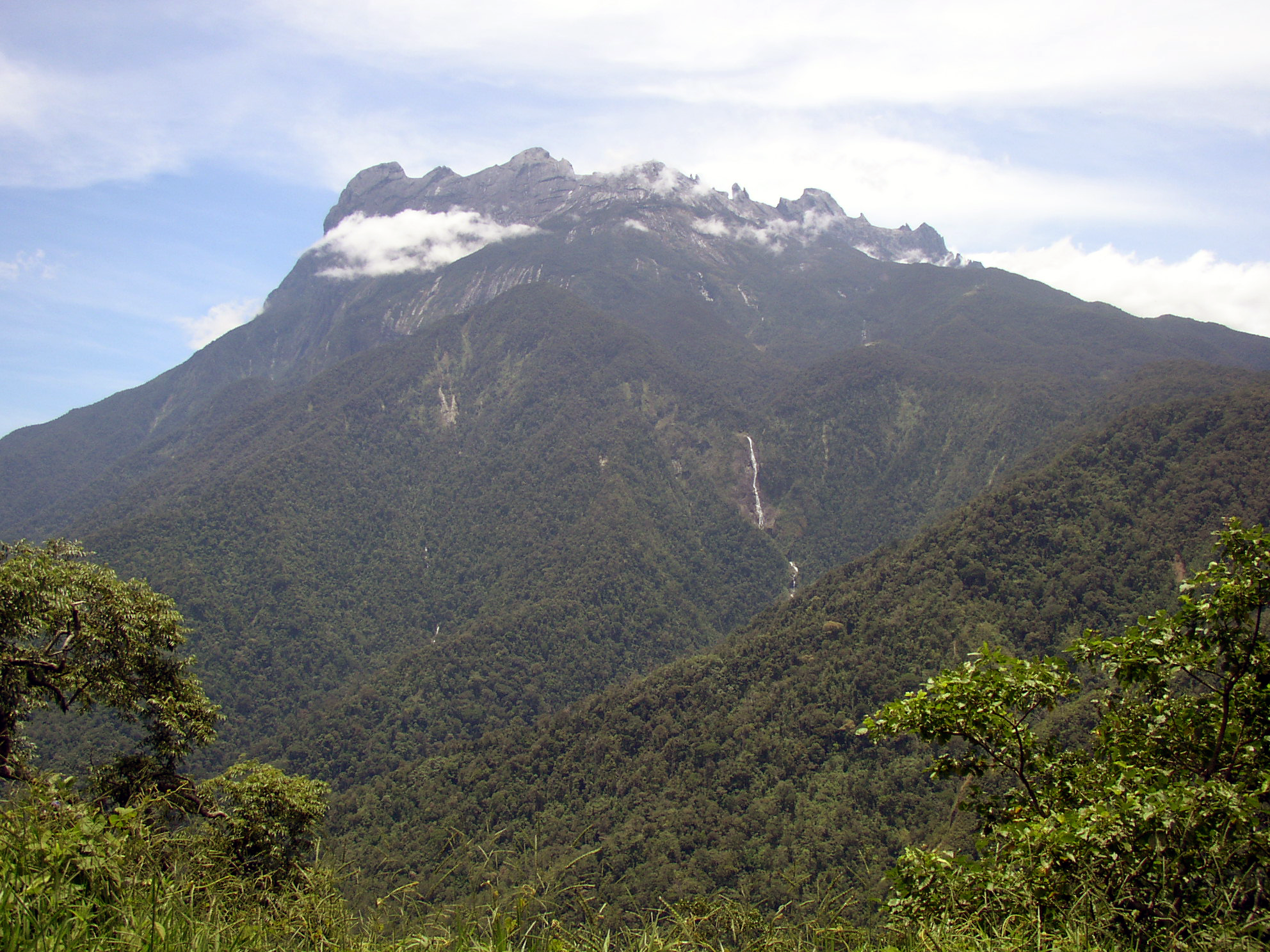
Kinabalu, Borneo

Nepenthes rajah ist ein Spezialist, der ausschließlich auf dünnen, nährstoffarmen Böden auf ultrabasischem Gestein mit einem hohen Gehalt an Magnesium sowie Nickel und Chrom siedelt. Die beiden letzten Metalle sind für die meisten Pflanzen giftig, Nepenthes rajah ist diesen gegenüber jedoch resistent und kann so konkurrenzarm diese ökologische Nische besetzen. Die Pflanzen wachsen auf offenen, losen Grasböden, die starken Regenfällen ausgesetzt sind, die jedoch wegen der mangelnden Fähigkeit des Bodens zur Wasserspeicherung extrem schnell wieder ablaufen. Sie finden sich häufig begleitet von Seggen (Carex).
Nepenthes rajah ist eine sogenannte Hochlandart, da sie nur in Höhe von 1500 bis 2650 m NN vorkommt. In diesen Höhen können die Temperaturen nachts bis auf den Gefrierpunkt fallen, tagsüber erreichen die Temperaturen nur selten mehr als 25 °C. Die relative Luftfeuchtigkeit schwankt dabei von 65 % am Tage bis 95 % in der Nacht. Auch tagsüber können diese Faktoren stark schwanken, da hohe Temperaturen und, abhängig von diesen, niedrigere Luftfeuchtigkeit nur durch die intensive Sonneneinstrahlung entstehen. Durch (häufig auftretende) Bewölkung fällt dann die Temperatur und die Luftfeuchtigkeit steigt rapide; ein Effekt, der durch die offene Vegetation und die zunehmende Höhe begünstigt wird. Zusätzlich sind die Habitate heftigen Winden und starken Regenfällen ausgesetzt, die durchschnittlichen jährlichen Niederschlagswerte liegen bei 3000 mm.

## Systematik
Nepenthes rajah ist als Art nur wenig variabel, es existieren weder Unterarten, Varietäten noch Formen, wegen seiner Unverkennbarkeit kam es auch nie zu Synonymien. Die Art stand in der Gattung bisher isoliert ohne engere Verwandte, 1998 jedoch kam es auf den Philippinen zur Entdeckung einer neuen Art, die insbesondere nach kannenmorphologischen Gesichtspunkten mit Nepenthes rajah verwandt sein könnte. Die Art wurde 2007 als Nepenthes mantalingajanensis erstbeschrieben, nachdem sie lange als Nepenthes spec. Palawan 1 geführt worden war. Da eine molekulargenetische Untersuchung der Gattung noch aussteht, konnte auch diese Methode noch keinen näheren Aufschluss über die genaue Position von Nepenthes rajah innerhalb der Gattung geben.

## Natürliche Hybriden
Nepenthes rajah hybridisiert mit einigen anderen Kannenpflanzenarten, begünstigt wird dies durch das relativ weite Verwehen der Pollen und die ganzjährige Blütezeit. Nachgewiesen sind Hybriden mit allen anderen am Kinabalu vorkommenden Kannenpflanzenarten (mit der Ausnahme von Nepenthes lowii).
Derzeit sind folgende natürlichen Hybriden bekannt:
- N. edwardsiana × N. rajah
- N. fusca × N. rajah
- N. macrovulgaris × N. rajah
- N. stenophylla × N. rajah
- N. tentaculata × N. rajah
- N. × alisaputrana Adam & Wilcock (1992) [=N. burbidgeae × N. rajah]
- N. × kinabaluensis S. Kurata, nom. nud. (1976) [=N. villosa × N. rajah]

Die beiden letzten Hybriden sind formal beschrieben worden und haben eigene Namen bekommen. Beide sind auch zur sexuellen Vermehrung fähig, sie sind daher als bereits „stabilisierte Hybriden“ bezeichnet worden, die möglicherweise Vorstufen zu neuen Arten darstellen. Dieser Rang wurde für sie bereits auch diskutiert, hat sich aber nicht durchgesetzt.

## Status
Nepenthes rajah ist von der IUCN auf ihrer Roten Liste als bedrohte Art (EN – B1+2e) eingestuft worden und seit 1981 auf Anhang 1 des Washingtoner Artenschutzabkommens gelistet, der höchsten CITES-Schutzstufe überhaupt, die jedweden Handel mit Wildpflanzen untersagt. Dies war notwendig geworden, weil durch ihre Beliebtheit bei Sammlern ihre Bestände insbesondere in den 1970er Jahren stark übersammelt wurden. Durch diese Unterschutzstellung, kommerzielle Nachzuchten, das gestiegene Umweltbewusstsein bei Sammlern und aufgrund der Tatsache, dass ein Großteil der Vorkommen im Kinabalu National Park liegen, haben sich die Bestände inzwischen wieder erholt, so dass eine Abstufung auf Gefährdet (VU) gerechtfertigt erscheint.

## Botanische Geschichte

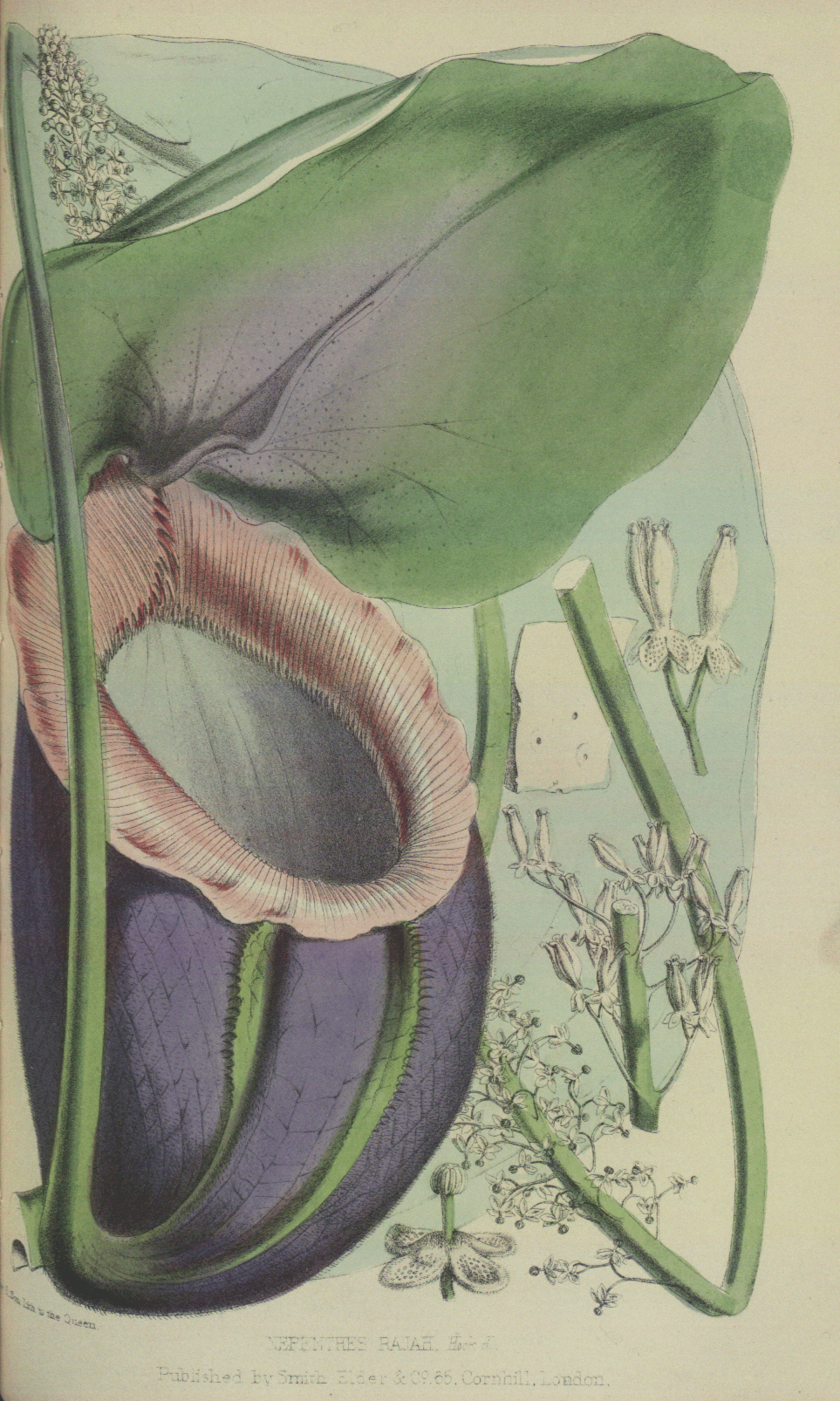
Coloriertes Bild von Nepenthes rajah aus dem Jahr 1863

Nepenthes rajah wurde 1851 von Hugh Low während seiner ersten Besteigung des Kinabalu entdeckt und 1859 von Joseph Dalton Hooker beschrieben. Spencer St. John fand 1862 erstmals eine Ratte und damit ein Säugetier in einer der Kannen. 1878 sammelte Frederick William Burbidge erstmals lebende Exemplare für die britische Firma Veitch and Sons, die ab 1881 interessierten (Privat-)Gärtnern angeboten und im Folgejahr erstmals auf der Jahresausstellung der Royal Horticultural Society öffentlich präsentiert wurden. Weil die Kulturbedingungen jedoch sehr anspruchsvoll waren, sich das modische Interesse an den Kannenpflanzen allgemein wieder verlor und mit dem Niedergang der Firma Veitch ab 1905 auch keine Nachzuchten mehr kamen, verschwanden die Pflanzen allmählich wieder aus menschlicher Hand, die letzte bekannte Pflanze der Zeit war die der Irish National Botanic Gardens in Glasnevin, Irland, aber auch sie überlebte nicht.
Erst in den 1970er Jahren erwachte das Interesse der Öffentlichkeit an den Kannenpflanzen wieder, insbesondere aufgrund der allgemein stärker werdenden Beliebtheit fleischfressender Pflanzen. Insbesondere das Buch Nepenthes of Mount Kinabalu von Shigeo Kurata rückte dabei den Fokus wieder auf die Arten des Kinabalu, darunter auch auf Nepenthes rajah.
In ihrer Heimat werden Abbildungen der Pflanze häufig als Postkartenmotiv und zu Werbezwecken für entsprechende Touristenziele, insbesondere den Kinabalu National Park, verwandt. 1996 veröffentlichte Malaysia eine vierteilige Briefmarkenserie mit Motiven zum Thema Kannenpflanzen, eines der Motive war Nepenthes rajah.

## Etymologie
Der Name „rajah“ stammt aus dem malayischen und bedeutet „König“. Der Name wurde zu Ehren des Abenteurers James Brooke gewählt, dem ersten Weißen Raja von Sarawak, daher findet sich im Englischen auch gelegentlich der Name „Rajah Brooke's Pitcher Plant“.

### Weiterführende Literatur
- —. Nepenthes Rajah J. D. Hooker. In: Gartenflora. Bd. 32, 1883, S. 213.
- —. Nepenthes Rajah. In: Curtis’s Botanical Magazine. Bd. 131 = Series 4, Bd. 1, 1905, Tab. 8017.
- Shigeo Kurata: Nepenthes of Mount Kinabalu (= Sabah National Parks Publication. 2, ZDB-ID 842893-1). Sabah National Parks Trustees, Kota Kinabalu 1976.
- Maxwell T. Masters: Nepenthes Rajah Hook. f. In: The Gardeners’ Chronicle. NS Bd. 16, 1881, S. 492.
- Anthea Phillipps: A Second Record of Rats as Prey in Nepenthes rajah. In: Carnivorous Plant Newsletter. Bd. 17, Nr. 2, 1988, ISSN 0190-9215, S. 55.
- Anthea Phillipps, Anthony Lamb: Pitcher-Plants of Borneo. Natural History Publications, Kota Kinabalu 1996, ISBN 983-812-009-X.
- Hugo Steiner: Borneo. Its Mountains and Lowlands with their Pitcher Plants. Trekking from 1992 to 2002. Toihaan Publications, Kota Kinabalu 2002, ISBN 983-40421-1-6.